# Dewey Redman
Pour les articles homonymes, voir Redman (homonymie).
Dewey Redman, de son vrai nom Dewey Walter Redman, est un saxophoniste de jazz américain, né le 17 mai 1931 à Fort Worth (Texas) et mort le 2 septembre 2006 à Brooklyn (New York).
Outre le saxophone, Dewey Redman pratique la clarinette et le suona chinois (qu'il appelle musette).
Il est par ailleurs père du saxophoniste Joshua Redman.

## Biographie

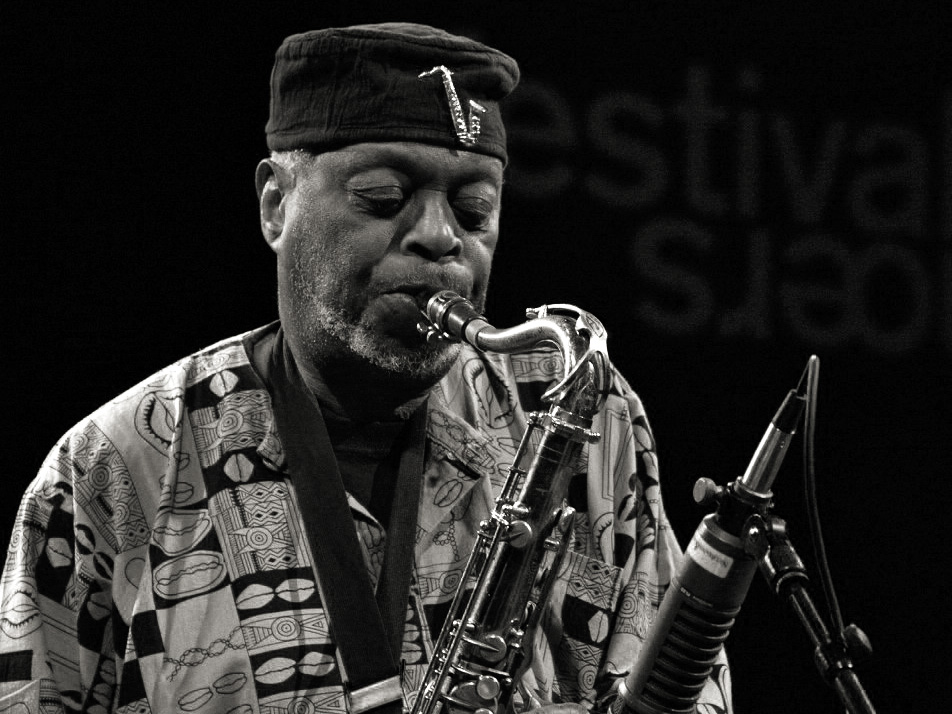
Dewey Redman au Moers Festival (Allemagne) en juin 2006

Dewey Redman apprend la clarinette à l’âge de 13 ans. Il joue dans la fanfare de son lycée aux côtés de futurs grands jazzmen comme Ornette Coleman, Charles Moffett et Prince Lasha. Il apprend le saxophone et se spécialise dans le saxophone ténor. Diplômé de l’Université du « North Texas State », il est, de 1956 à 1959, professeur de musique dans un établissement scolaire. Il s’installe ensuite à San Francisco où il  mène, pendant sept ans, une carrière « free lance » et joue souvent avec Pharaoh Sanders. Entre 1967 et 1974, il joue dans le quartette d’Ornette Coleman, avec notamment Charlie Haden et Ed Blackwell. Dans les années 1970, peut aussi l’entendre avec le « Liberation Music Orchestra » de Charlie Haden ou dans le quartette américain de Keith Jarrett avec Charlie Haden et Paul Motian. Il enregistre (l’album « 80-81 ») et fait une tournée avec Pat Metheny. Il fait ensuite partie du groupe d'ex-membres du groupe d'Ornette Coleman « Old and New Dreams » aux côtés de Don Cherry, Charlie Haden et Ed Blackwell.

## Discographie

### En tant que leader
- 1966 : Look for the Black Star (Freedom Records)
- 1969 : Tarik (BYG Actuel)
- 1973 : The Ear of the Behearer (Impulse!)
- 1974 : Coincide (Impulse!)
- 1975 : Look for the Black Star (Arista Freedom)
- 1979 : Musics (Galaxy)
- 1979 : Soundsigns (Galaxy)
- 1980 : Red and Black in Willisau avec Ed Blackwell (Black Saint/Soul Note)
- 1982 : The Struggle Continues (ECM)
- 1989 : Living on the Edge (Black Saint)
- 1992 : Choices (Enja)
- 1992 : African Venus (Evidence)
- 1996 : In London (Palmetto)
- 1998 : Momentum Space (Verve) avec Cecil Taylor et Elvin Jones

Avec Old and New Dreams
- Old and New Dreams (Black Saint, 1976)
- Old and New Dreams (ECM, 1979)
- Playing (ECM, 1980)
- A Tribute to Blackwell (Black Saint, 1987)

### En tant que sideman
Avec Jon Ballantyne
- 4tets (Real Artist Works, 2000)

Avec Ed Blackwell
- Walls-Bridges (Black Saint, 1992)

Avec Michael Bocian
- Reverence (Enja 1994)

Avec David Bond
- The Key of Life (Vineyard)

Avec Cameron Brown
- Here and How! (OmniTone, 1997)

Avec Jane Bunnett
- In Dew Time (Dark Light, 1988)
- Radio Guantánamo: Guantánamo Blues Project, Vol. 1 (Blue Note, 2006)

Avec Don Cherry et le Jazz Composer's Orchestra
- Relativity Suite (1973)

Avec Ornette Coleman
- New York Is Now! (Blue Note, 1968)
- Love Call (Blue Note, 1968)
- Crisis (Impulse!, 1969)
- Friends and Neighbors: Live at Prince Street (Flying Dutchman, 1970)
- The Belgrade Concert (Jazz Door, 1971)
- Science Fiction (Columbia, 1971)
- Broken Shadows (Columbia, 1971-2 [1982])

Avec Anthony Cox
- Dark Metals (Polygram, 1991)

Avec Charlie Haden's Liberation Music Orchestra
- Liberation Music Orchestra (Impulse!, 1970)
- The Ballad of the Fallen (ECM, 1982)
- Dream Keeper (Blue Note, 1990)

Avec Billy Hart
- Enchance (Horizon, 1977)

Avec Keith Jarrett
- El Juicio (The Judgement) (Atlantic, 1971)
- Birth (Atlantic, 1971)
- Expectations (Columbia, 1972)
- Fort Yawuh (Impulse!, 1973)
- Treasure Island (Impulse!, 1974)
- Death and the Flower (Impulse!, 1974)
- Backhand (Impulse!, 1974)
- Shades (Impulse!, 1975)
- Mysteries (Impulse!, 1975)
- The Survivors' Suite (ECM, 1976)
- Bop-Be (Impulse!, 1977)
- Eyes of the Heart (ECM, 1979)

Avec Leroy Jenkins
- For Players Only (JCOA, 1975)

Avec Pat Metheny
- 80/81 (ECM, 1980)

Avec Paul Motian
- Monk in Motian (JMT, 1988)
- Trioism (JMT, 1993)

Avec Roswell Rudd & The Jazz Composer's Orchestra
- Numatik Swing Band (JCOA, 1973)

Avec Clifford Thornton & The Jazz Composers Orchestra
- The Gardens of Harlem (JCOA, 1975)

Avec Randy Weston
- Spirits of Our Ancestors (Antilles, 1991)

Avec Matt Wilson
- As Wave Follows Wave (Palmetto, 1996)

Avec Dane Belany
- Motivations (Sahara, 1975)